# Konský dol
Konský dol je údolí v jihozápadní části pohoří Velké Fatry na Slovensku.
Přes tři kilometry dlouhé zalesněné údolí má místy charakter kaňonu. Nad dnem údolí se zvedají mohutné skalní římsy masívů vrchů Ostré a Tlsté. Konský dol je jednou z jihovýchodních odboček mohutné Gaderské doliny, jejíž horní větev se jmenuje Dedošová dolina. Údolí vzniklo v triasových dolomitech a vápencích chočského příkrovu.

## Přístupnost
Turistická značená trasa 2724 (Chodník Janka Bojmíra) (prochází údolím).

## Galerie

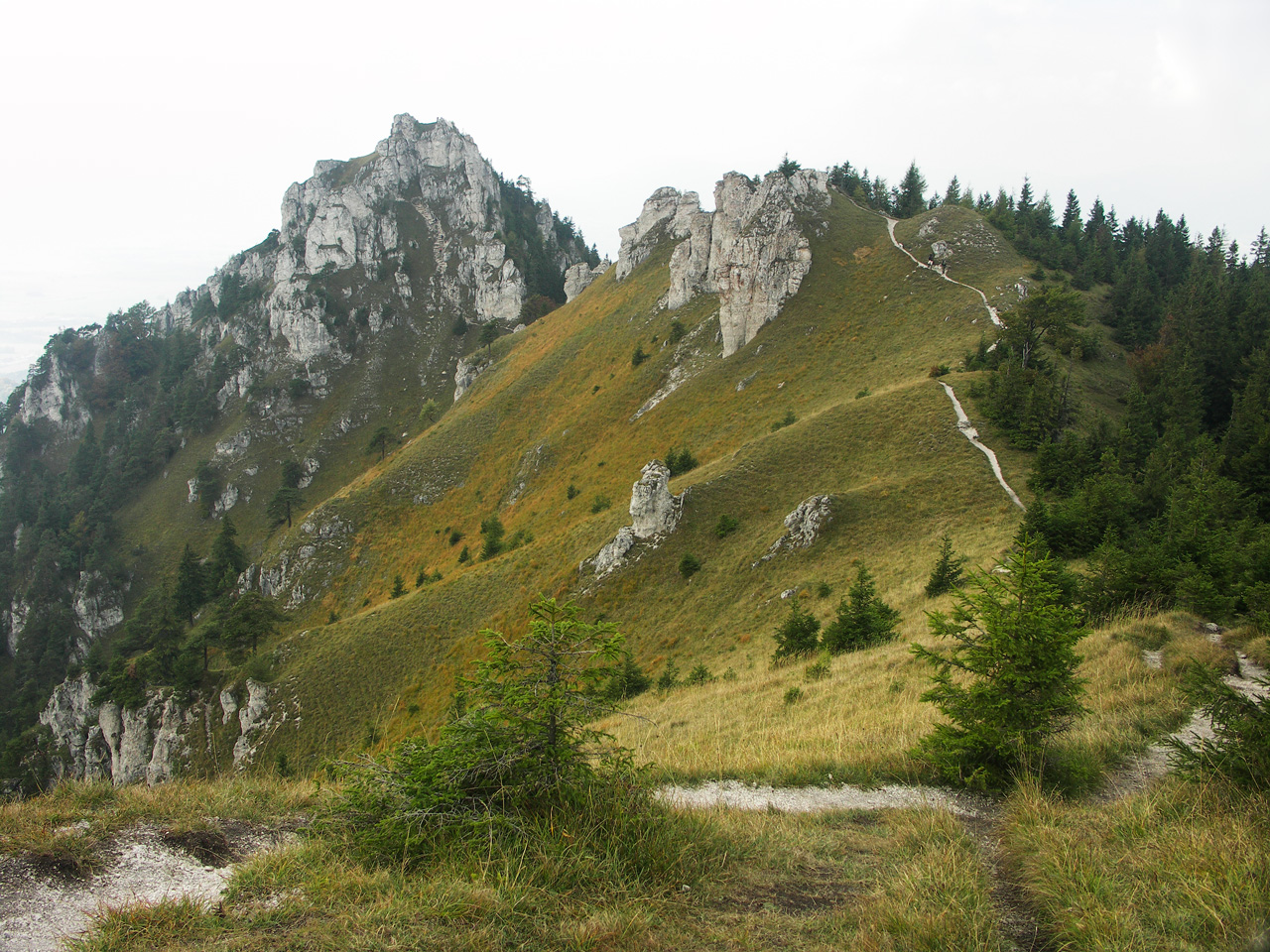
Ostrá
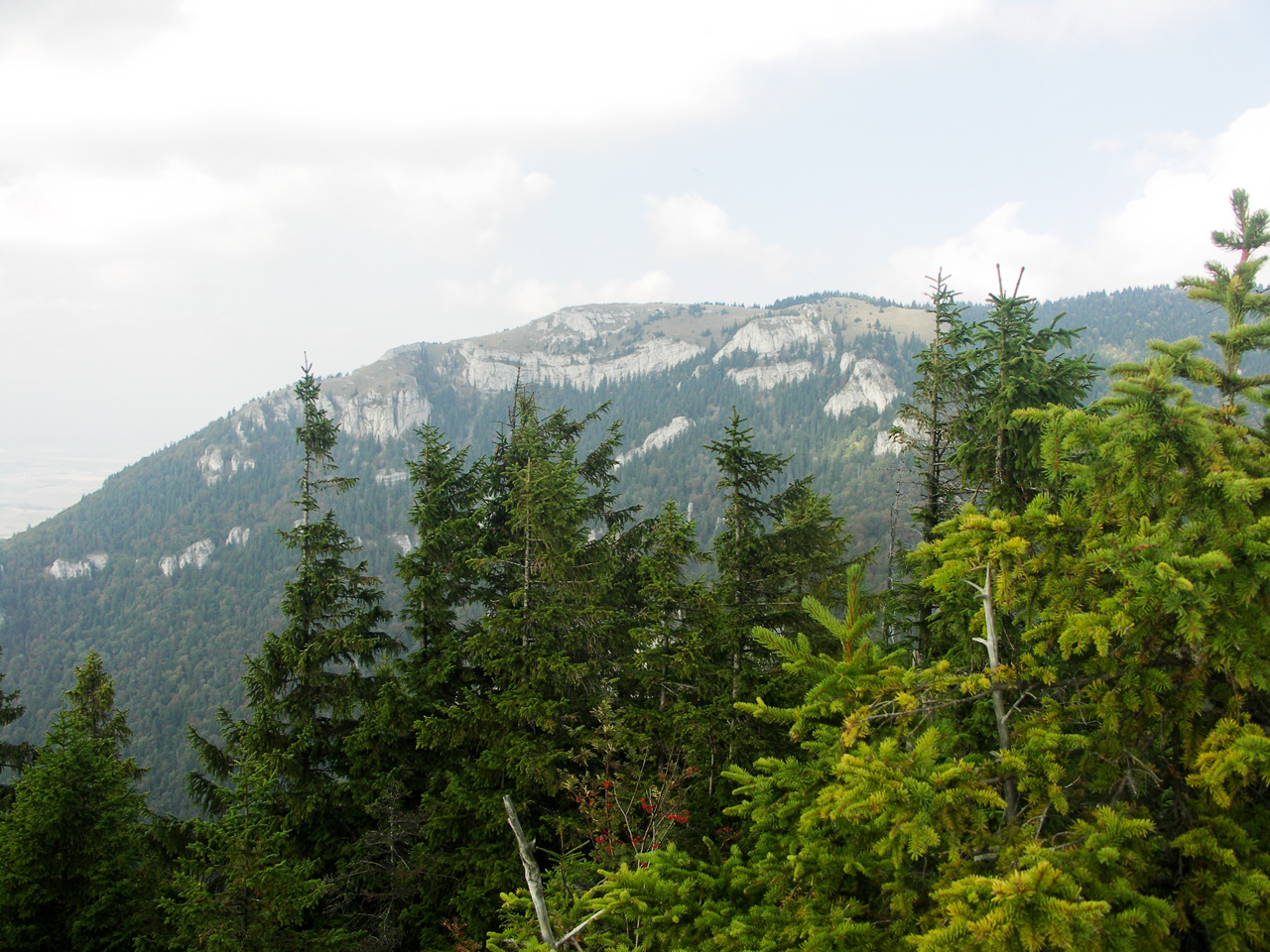
Tlstá